# Liu He (homme politique)
Dans ce nom, le nom de famille, Liu, précède le nom personnel.
Pour les articles homonymes, voir Liu.
Liu He (chinois simplifié : 刘鹤 ; pinyin : Liú Hè), né le 25 janvier 1952 à Pékin, est un économiste et homme politique chinois, actuellement membre du Bureau politique du Parti communiste et vice-Premier ministre de la république populaire de Chine. Il est également le vice-président de la Commission nationale de réforme et de développement (CNRD), président du groupe du Parti communiste de la CNRD, et directeur du bureau général de la Commission centrale des Affaires économiques et financières (en) du Parti communiste chinois, dirigé par son secrétaire général Xi Jinping. Il est nommé vice-Premier ministre le 19 mars 2018 et dirige la Commission de Développement et de Stabilité financière,.

## Biographie
Né à Pékin, Liu ressort diplômé d'économie industrielle de l'université Renmin, puis il étudie à l'université Seton Hall et obtient une maîtrise en administration publique à la John F. Kennedy School of Government de l'université Harvard. Il a beaucoup écrit sur la macroéconomie, la politique chinoise de développement économique et industriel, les nouvelles théories économiques et l'industrie de l'information (en). Il travaille d'abord pour la Commission nationale de planification (plus tard remplacée par la CNRD), puis le Centre d'information d'État et ensuite le Centre de recherche et de développement du Conseil des affaires de l'État. 
À partir de 2013, Liu conseille le Président Xi Jinping au sujet d'une série d'initiatives économiques. Il est décrit comme un des architectes de la politique économique de la Chine de cette période. Lors du 19e congrès national du Parti en 2017, Liu est promu au Bureau politique du PCC. Il est également membre du 18e comité central du Parti (en). Liu prononce une allocution au Forum économique mondial de 2018 à Davos.
En mars 2018, Liu est nommé vice-Premier ministre de la république populaire de Chine.
En mai 2018, l'envoyé spécial et le vice-Premier ministre de Xi Jinping, dirigent une délégation chinoise à Washington pour le deuxième tour de négociations commerciales avec leurs homologues américains, dans le cadre de la guerre commerciale entre les deux pays.

## Ouvrages
- (zh) 刘鹤, 两次全球大危机的比较研究, 中国经济出版社,‎ 2013, 273 p. (ISBN 978-7-5136-2310-0).
- (zh) 刘鹤, 石化产业空间组织的演进机理与模式, 科学出版社,‎ 2013.
- (zh) 李伟/刘鹤, 国务院发展研究中心课题组 (éd.), 新一轮改革的战略和路径, 中信出版社,‎ 2013 (ISBN 978-7-5086-4245-1).